# Roelie Post
Roelie Post (25 december 1959) is een Nederlandse politicoloog die vanaf 1983, 35 jaar lang, werkte voor de Europese Commissie, onder andere op het dossier Roemeense Kinderen (aka the Romanian Children File). In 2008 richtte ze op instigatie van de Secretaris Generaal van de Europese Comissie,  de organisatie 'Against Child Trafficking' op. Hiermee streed zij tot augustus 2014 tegen interlandelijke adoptie die ze gelegaliseerde kinderhandel noemt.
Als klokkenluider werd ze in 2018 ontslagen. De Tweede Kamer en het Huis van de Klokkenluiders hebben haar erkend. 
Desondanks erkent de EU haar niet formeel als klokkenluider. Post heeft na haar melding van misstanden te maken gekregen met tegenwerking, waaronder intimidatie, rechtsgedingen en beveiligingsproblemen. 

## Roemenië
In 1999 wordt Post de Task Manager voor het Roemeense Kinderen Dossier om de situatie rond de kinderrechten in kaart te brengen voor de Europese Commissie. Ze werd verantwoordelijk voor het toezicht houden op het naleven van de kinderrechten en was speciaal belast met het verbeteren van de situatie in de kindertehuizen. Verder moest ze zoeken naar andere manieren van opvang voor de kinderen. Toen de kinderrechten ter plaatse genormaliseerd waren verviel de prioriteit voor Europa en kon Roemenië toetreden in 2007.
Europese Commissie
Het werk van Roelie Post binnen de Europese Commissie, met name wat betreft haar rol bij het aanpakken van problemen met kinderwelzijn en interlandelijke adopties in Roemenië, bracht haar in conflict met machtige figuren, waaronder François de Combet, maar ook met Catherine Day, die destijds secretaris-generaal van de Europese Commissie was. Naarmate het werk van Post meer aandacht kreeg, vooral vanwege het aan het licht brengen van de corruptie binnen de adoptie-industrie, stuitte ze op aanzienlijke weerstand van verschillende invloedrijke actoren, waaronder die binnen de Commissie.
De onthullingen van Post en haar confrontaties met de internationale adoptielobby leidden tot haar isolement binnen de Commissie, waar ze geleidelijk aan de zijlijn werd gezet en ondanks haar expertise geen inhoudelijk werk kreeg. Deze marginalisering viel samen met intimidatie- en intimidatietactieken tegen haar, zoals inbraken en surveillance. Catherine Day stelde in reactie op de situatie voor dat Post een NGO zou oprichten om haar werk buiten de Europese Commissie voort te zetten, wat leidde tot de oprichting van *Against Child Trafficking (ACT)*. Deze stap was deels een manier om de Commissie te distantiëren van de groeiende controverse en tegelijkertijd de rol van Post in de belangenbehartiging van de kinderbescherming te behouden.
Desondanks stuitten de inspanningen van Post nog steeds op weerstand, en de behandeling die ze kreeg van collega's binnen de Europese Commissie onder leiding van Day, waaronder buitensluiting en werkweigering, werd beschreven als een vorm van professionele en persoonlijke vergelding. De rol van de secretaris-generaal bij deze gebeurtenissen wordt vaak gezien in de context van het faciliteren van het vertrek van Post, terwijl zij er niet in slaagt de systemische problemen aan te pakken die Post aan het licht bracht.

## Klokkenluider
Als klokkenluider speelt zij een rol bij de strijd tegen kinderhandel en illegale internationale adopties en het witwassen van kinderen. Post wilde aantonen dat kinderhandel in één land werd verbannen maar in een ander land weer doorging. Ze liet zien dat landen als Italië en de Verenigde Staten diplomatieke druk uitoefenen om interlandelijke adoptie in stand te houden.
Er zijn op 30 juli 2018 door Tweede Kamerlid Pieter Omtzigt (CDA) veertien Kamervragen aan de minister van Buitenlandse Zaken over gesteld. De zaak-Post is qua behandeling, zowel in Den Haag als in Brussel, vergelijkbaar met de zaak-Van Buitenen. Op 4 september 2019 diende Omtzigt een motie in waarin gevraagd wordt om een oplossing op korte termijn voor zowel Roelie Post als de kinderhandel rond interlandelijke adoptie die daarin aan de orde wordt gesteld.
Deze motie was onuitvoerbaar door tegenwerking van Eerste Vice-Voorzitter Frans Timmermans. Hij hield zich afzijdig vanwege politieke gevoeligheid. Uiteindelijk verwees Minister President Mark Rutte Roelie Post naar het Huis voor de Klokkenluiders.  Het Huis concludeerde (datum bewijs) dat de Europese Commissie haar eigen regels niet had toegepast en adviseerde herziening van haar zaak. 
De Europese Commissie legde dit advies naast haar neer en blijft van mening dat Roelie Post geen klokkenluider is.

## Relevante strijd
Post bemoeit zich in juli 2019 actief met de lobby tegen de verkoop van Sorinei (Sorina), een jong meisje van 8 uit Roemenië, dat tegen de wil van haar moeder en pleegouders naar Amerika is gegaan met een paspoort gemaakt op basis van valse papieren.
Er is 30.000 dollar voor haar betaald door een Roemeens gezin uit Amerika. De oud-president van Roemenië moest uitleg komen geven op live televisie in een panel met de pleegouders in een uitzending betiteld Het Soros Netwerk. Tijdens de uitzending lieten de programmamakers fragmenten zien van Posts documentaire Zoek een kind, betaal contant (ZDF).

## Publicatie
- In 2007 publiceerde Post Romania For Export Only; The untold story of the Romanian 'orphans'. De reportage Suche Kind, zahle bar. Die Adoptionslobby (2009) van Golineh Atai is gebaseerd op het boek.